# Varengold Bank AG
 (novembre 2023).
La mise en forme du texte ne suit pas les recommandations de Wikipédia : il faut le « wikifier ».
Les points d'amélioration suivants sont les cas les plus fréquents. Le détail des points à revoir est peut-être précisé sur la page de discussion.
- Les titres sont pré-formatés par le logiciel. Ils ne sont ni en capitales, ni en gras.
- Le texte ne doit pas être écrit en capitales (les noms de famille non plus), ni en gras, ni en italique, ni en « petit »…
- Le gras n'est utilisé que pour surligner le titre de l'article dans l'introduction, une seule fois.
- L'italique est rarement utilisé : mots en langue étrangère, titres d'œuvres, noms de bateaux, etc.
- Les citations ne sont pas en italique mais en corps de texte normal. Elles sont entourées par des guillemets français : « et ».
- Les listes à puces sont à éviter, des paragraphes rédigés étant largement préférés. Les tableaux sont à réserver à la présentation de données structurées (résultats, etc.).
- Les appels de note de bas de page (petits chiffres en exposant, introduits par l'outil «  Source ») sont à placer entre la fin de phrase et le point final[comme ça].
- Les liens internes (vers d'autres articles de Wikipédia) sont à choisir avec parcimonie. Créez des liens vers des articles approfondissant le sujet. Les termes génériques sans rapport avec le sujet sont à éviter, ainsi que les répétitions de liens vers un même terme.
- Les liens externes sont à placer uniquement dans une section « Liens externes », à la fin de l'article. Ces liens sont à choisir avec parcimonie suivant les règles définies. Si un lien sert de source à l'article, son insertion dans le texte est à faire par les notes de bas de page.
- La présentation des références doit suivre les conventions bibliographiques. Il est recommandé d'utiliser les modèles {{Ouvrage}}, {{Chapitre}}, {{Article}}, {{Lien web}} et/ou {{Bibliographie}}. Le mode d'édition visuel peut mettre en forme automatiquement les références.
- Insérer une infobox (cadre d'informations à droite) n'est pas obligatoire pour parachever la mise en page.

Pour une aide détaillée, merci de consulter Aide:Wikification.
Si vous pensez que ces points ont été résolus, vous pouvez retirer ce bandeau et améliorer la mise en forme d'un autre article.
 (novembre 2023).
 (mars 2024).
Si vous disposez d'ouvrages ou d'articles de référence ou si vous connaissez des sites web de qualité traitant du thème abordé ici, merci de compléter l'article en donnant les références utiles à sa vérifiabilité et en les liant à la section « Notes et références ».
La Varengold Bank AG est une banque d'investissement allemande dont le siège social se trouve à Hambourg.  
Sous le label VarengoldbankFX, elle offre des services de banque d'investissement et de courtage en ligne sur le marché de change (Forex).  
La Varengold Bank AG est membre de la Fédération allemande d’investissement alternatif (Bundesverband Alternative Investments e.V.) ainsi que de la société des marchés de capitaux A.C.I-The Financial Markets Association, qui est un organisme agissant dans le monde entier.

## Histoire
Varengold a été fondée en 1995 par Yasin Sebastian Qureshi et Steffen Fix. Le courtage sur le marché des produits dérivés ainsi que la classe d'investissement Alternative Investments représentent le centre de ses activités courantes.
La Varengold Bank AG est membre de la Entschädigungseinrichtung deutscher Banken (EdB). Cet organisme vise à protéger les petits et les grands investisseurs, son action se situe dans le dédommagement des opérations de Bourse.
Depuis le 20 mars 2007, l’action de Varengold est cotée à la Frankfurt Stock Exchange en Allemagne et plus précisément dans le segment de marché des petites capitalisations « Entry Standard ».

## Produits
Les produits de Varengold Bank AG s'orientent en premier lieu vers les investisseurs institutionnels ainsi que les administrateurs de biens et les particuliers financiers indépendants.